# 산줄리아노밀라네세
산줄리아노밀라네세(San Giuliano Milanese, 밀라노: San Giulian)는 이탈리아의 롬바르디아주 밀라노 광역시에 있는 코무네이다. 밀라노에서 남동쪽으로 약 12 킬로미터 (7 마일) 떨어져 있다. 2000년 4월 24일 대통령령으로 도시 명예 칭호를 받았다.
비볼도네의 프라치오네는 역사적인 비볼도네 수도원의 본고장이다.
이 도시는 보르고롬바르도역과 산줄리아노밀라네세역을 통해 연결된다.

## 자매 도시
산줄리아노밀라네세는 다음과 자매 도시이다:
- 뷔시생조르주, 프랑스, 2001년부터
- 쿠르테아데아르제시, 루마니아, 2003년부터